# Hana Husajn
Hana Ali Hamada Muhammad Husajn, Hana Ali Hamada Mohamed Hussein (arab. هنا على حماده محمد حسين; ur. 7 kwietnia 2004) – egipska zapaśniczka walcząca w stylu wolnym. Srebrna medalistka mistrzostw Afryki w 2024 roku.